# ジョン・マナーズ (第4代ラトランド伯爵)

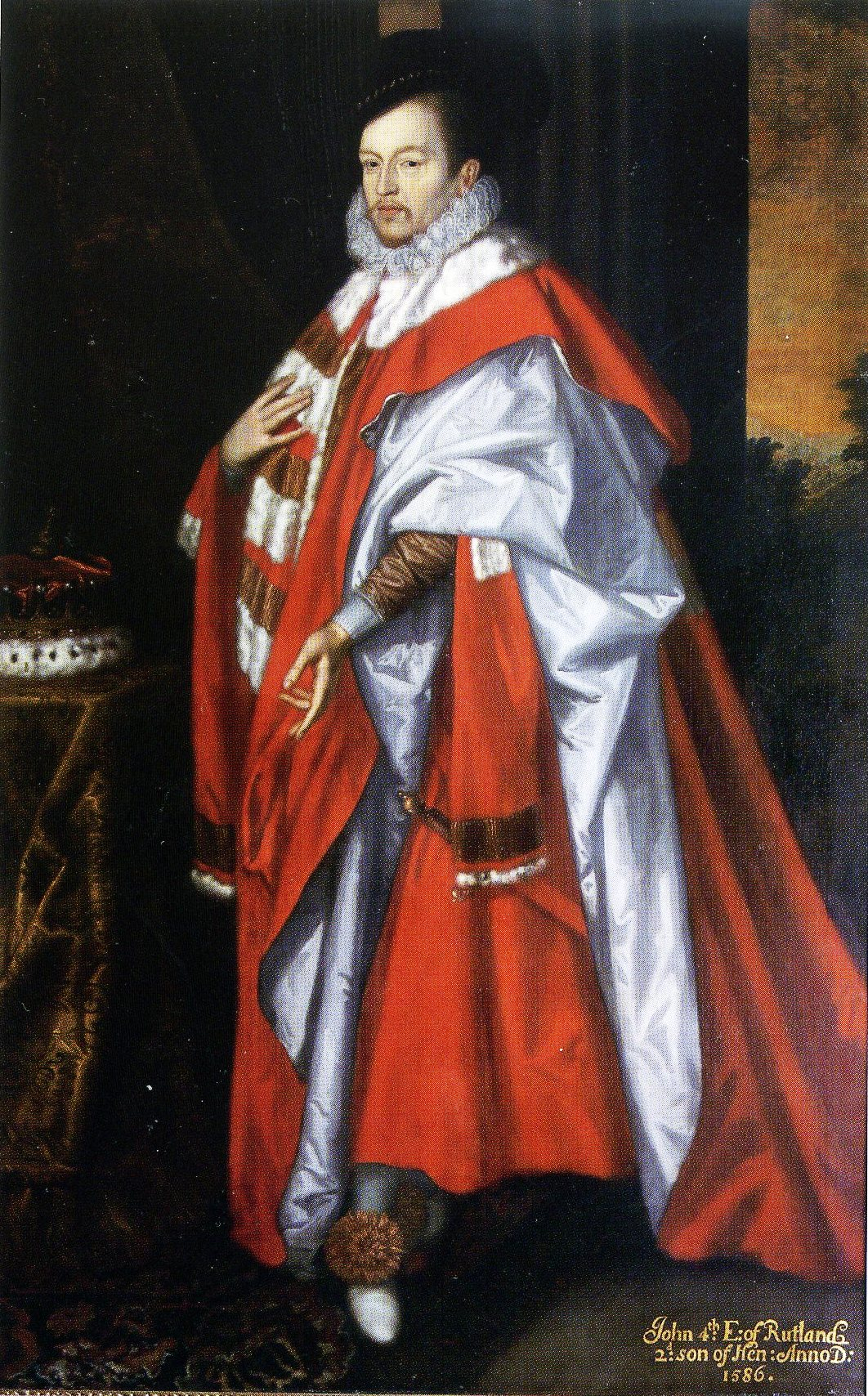
死後1世紀近くの1670年代に描かれた肖像画。

第4代ラトランド伯爵ジョン・マナーズ（英語: John Manners, 4th Earl of Rutland、1551年以前 – 1588年2月24日）は、イングランド貴族。

## 生涯
第2代ラトランド伯爵ヘンリー・マナーズと1人目の妻マーガレット・ネヴィル（Margaret Neville、1559年10月13日没、第4代ウェストモーランド伯爵ラルフ・ネヴィルの娘）の息子として生まれた。1566年にグレイ法曹院に入学した。
1586年頃、騎士爵に叙された。1587年4月14日に兄にあたる第3代ラトランド伯爵エドワード・マナーズが死去すると、ラトランド伯爵位を継承した。同年、ノッティンガム城総督（Constable of Nottingham Castle）、シャーウッド御料林管理官（Warden of Sherwood Forest）、ノッティンガムシャー統監に任命された。
1588年2月24日にノッティンガムで死去、4月2日にボッテスフォード（Bottesford）で埋葬された。息子ロジャーが爵位を継承した。

## 家族
エリザベス・チャールトン（Elizabeth Charleton、1594年3月24日埋葬、フランシス・チャールトンの娘）と結婚、5男4女をもうけた。
- ブリジット（英語版）（1572年2月11日 – 1604年9月） - 1594年8月、ロバート・ティリット（Robert Tyrwhitt）と結婚、子供あり
- エドワード（1576年）
- ロジャー（英語版）（1576年 – 1612年） - 第5代ラトランド伯爵
- フランシス（英語版）（Francis、1578年 – 1632年） - 第6代ラトランド伯爵
- ジョージ（英語版）（1580年頃 – 1641年） - 第7代ラトランド伯爵
- オリヴァー（英語版）（1581年頃 – 1613年） - 庶民院議員、生涯未婚[3]
- メアリー
- エリザベス（1654年3月16日埋葬） - 1609年、と結婚
- フランシス（Frances、1588年10月27日 – 1643年頃） - 1603年2月4日、と結婚、子供あり